# Capital (Barém)
Província da Capital (em árabe: محافظة العاصمة; romaniz.: Muḥāfaẓat al-ʿĀṣimah) é uma das quatro províncias do Reino do Barém. De acordo com o censo de 2016, tinha 547 983 residentes. Compreende 75,4 quilômetros quadrados.